# Campionati europei di atletica leggera indoor 2019 - 60 metri piani maschili
La specialità dei 60 metri piani maschili ai campionati europei di atletica leggera indoor di Glasgow 2019 si è svolta il 2 marzo 2019 presso la Commonwealth Arena and Sir Chris Hoy Velodrome.
La gara è stata vinta dallo slovacco Ján Volko con il tempo di 6"60 in finale.

## Podio
| Pos.    | Atleta            | Nazionalità |
| ------- | ----------------- | ----------- |
| Oro     | Ján Volko         | Slovacchia  |
| Argento | Emre Zafer Barnes | Turchia     |
| Bronzo  | Joris van Gool    | Paesi Bassi |

## Record
| Record                | Record            | Record | Record                             | Record           |
| --------------------- | ----------------- | ------ | ---------------------------------- | ---------------- |
| Record del Mondo      | Christian Coleman | 6.34   | Albuquerque, Stati Uniti d'America | 18 febbraio 2018 |
| Record europeo        | Dwain Chambers    | 6.42   | Torino, Italia                     | 7 marzo 2009     |
| Record dei campionati | Dwain Chambers    | 6.42   | Torino, Italia                     | 7 marzo 2009     |

## Programma
| Data         | Ora   | Turno      |
| ------------ | ----- | ---------- |
| 2 marzo 2019 | 10:25 | Batterie   |
| 2 marzo 2019 | 19:20 | Semifinali |
| 2 marzo 2019 | 20:50 | Finale     |

## Risultati

### Batterie
I primi tre atleti classificati in ogni batteria e i migliori sei tempi dei non qualificati avanzano in semifinale.
| Posizione | Batteria | Atleta                | Nazione       | Tempo | Note   |
| --------- | -------- | --------------------- | ------------- | ----- | ------ |
| 1         | 5        | Konstadinos Zikos     | Grecia        | 6.66  | Q      |
| 2         | 3        | Ojie Edoburun         | Gran Bretagna | 6.67  | Q      |
| 3         | 5        | Richard Kilty         | Gran Bretagna | 6.68  | Q      |
| 4         | 1        | Emre Zafer Barnes     | Turchia       | 6.69  | Q      |
| 5         | 4        | Ján Volko             | Slovacchia    | 6.69  | Q      |
| 6         | 3        | Kevin Kranz           | Germania      | 6.70  | Q      |
| 7         | 6        | Joris van Gool        | Paesi Bassi   | 6.71  | Q      |
| 8         | 4        | Remigiusz Olszewski   | Polonia       | 6.72  | Q      |
| 8         | 5        | Carlos Nascimento     | Portogallo    | 6.72  | Q      |
| 10        | 6        | Henrik Larsson        | Svezia        | 6.72  | Q      |
| 11        | 2        | Aykut Ay              | Turchia       | 6.73  | Q,     |
| 12        | 4        | Ancuiam Lopes         | Portogallo    | 6.74  | Q      |
| 13        | 4        | Amaury Golitin        | Francia       | 6.74  | q      |
| 14        | 1        | Markus Fuchs          | Austria       | 6.75  | Q      |
| 14        | 6        | Samuel Purola         | Finlandia     | 6.75  | Q      |
| 16        | 5        | Oleksandr Sokolov     | Ucraina       | 6.75  | q      |
| 17        | 1        | Silvan Wicki          | Svizzera      | 6.75  | Q      |
| 18        | 6        | Sergio López          | Spagna        | 6.76  | q      |
| 19        | 2        | Austin Hamilton       | Svezia        | 6.76  | Q      |
| 20        | 2        | Petre Rezmives        | Romania       | 6.77  | Q      |
| 21        | 3        | Zdeněk Stromšík       | Rep. Ceca     | 6.77  | Q      |
| 22        | 2        | Šimon Bujna           | Slovacchia    | 6.78  | q      |
| 22        | 2        | Marvin René           | Francia       | 6.78  | q      |
| 24        | 3        | Sylvain Chuard        | Svizzera      | 6.78  | q      |
| 25        | 5        | Amund Høie Sjursen    | Norvegia      | 6.79  |        |
| 26        | 2        | Panayiotis Trivizas   | Grecia        | 6.80  |        |
| 27        | 2        | Aleksa Kijanović      | Serbia        | 6.81  |        |
| 27        | 5        | Aitor Same Ekobo      | Spagna        | 6.81  |        |
| 29        | 5        | Kojo Musah            | Danimarca     | 6.81  |        |
| 30        | 1        | Vasyl Makukh          | Ucraina       | 6.84  |        |
| 31        | 6        | Volodymyr Suprun      | Ucraina       | 6.87  |        |
| 32        | 4        | Kayhan Özer           | Turchia       | 6.87  |        |
| 33        | 3        | Dániel Szabó          | Ungheria      | 6.88  |        |
| 33        | 4        | Odain Rose            | Svezia        | 6.88  |        |
| 35        | 4        | Ionut Andrei Neagoe   | Romania       | 6.88  |        |
| 36        | 3        | Andreas Hadjitheoris  | Cipro         | 6.90  |        |
| 37        | 3        | Efthimios Steryioulis | Grecia        | 6.91  |        |
| 38        | 1        | Alexandru Terpezan    | Romania       | 6.92  |        |
| 39        | 6        | Denis Dimitrov        | Bulgaria      | 6.95  |        |
| 40        | 1        | Joseph Ojewumi        | Irlanda       | 6.97  |        |
| 41        | 1        | Daniel Ambros         | Spagna        | 6.99  |        |
| 42        | 2        | Omar El Aida Chaffey  | Malta         | 7.05  |        |
| 43        | 6        | Festus Asante         | Danimarca     | 7.05  |        |
| 44        | 6        | Francesco Molinari    | San Marino    | 7.06  |        |
| -         | 5        | Zvonimir Ivašković    | Croazia       | dq    | R162.8 |

### Semifinale

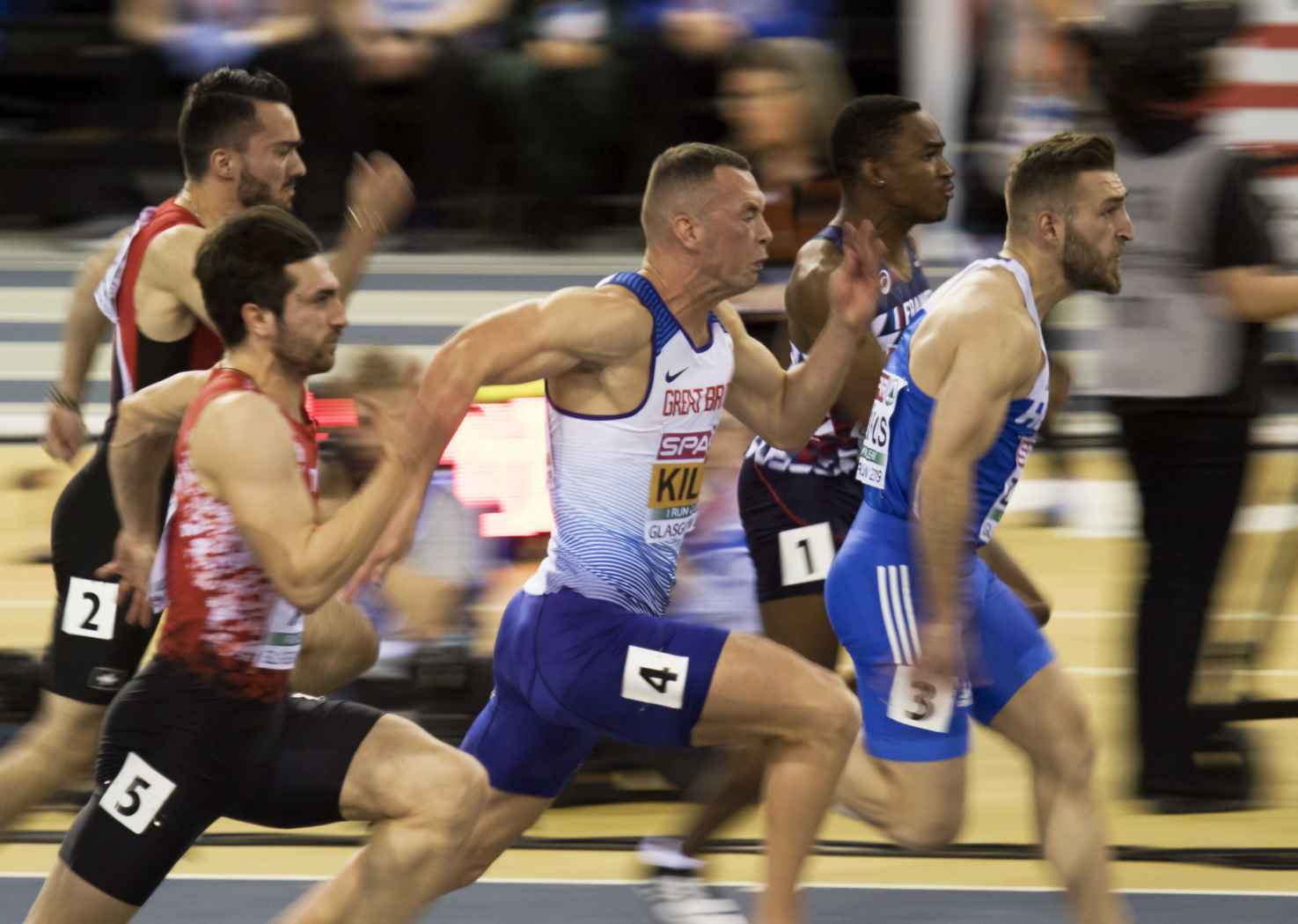
Semifinal 1

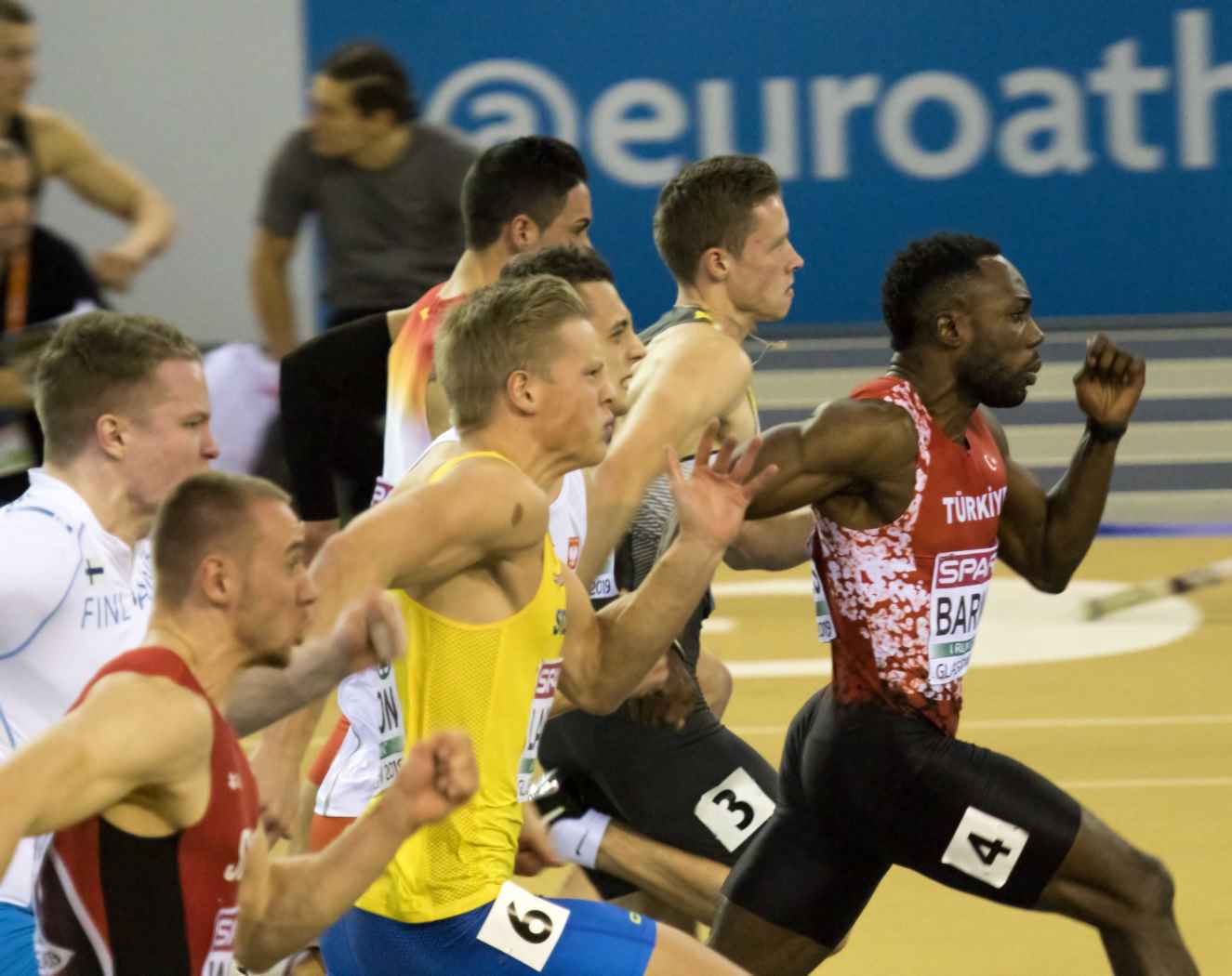
Semifinal 3

Qualificazione: i primi tre di ogni gruppo (Q) e i migliori due tempi più veloci tra i non qualificati (q) avanzano in finale.
| Class. | Gruppo | Atleta              | Nazione       | Tempo | Note |
| ------ | ------ | ------------------- | ------------- | ----- | ---- |
| 1      | 2      | Ján Volko           | Slovacchia    | 6.61  | Q    |
| 2      | 2      | Joris van Gool      | Paesi Bassi   | 6.62  | Q,   |
| 3      | 2      | Ojie Edoburun       | Gran Bretagna | 6.63  | q,   |
| 4      | 1      | Konstadinos Zikos   | Grecia        | 6.64  | Q    |
| 5      | 1      | Richard Kilty       | Gran Bretagna | 6.64  | Q    |
| 6      | 3      | Emre Zafer Barnes   | Turchia       | 6.65  | Q    |
| 7      | 1      | Amaury Golitin      | Francia       | 6.67  | q    |
| 8      | 3      | Kevin Kranz         | Germania      | 6.67  | Q    |
| 9      | 3      | Henrik Larsson      | Svezia        | 6.69  |      |
| 10     | 2      | Marvin René         | Francia       | 6.71  |      |
| 11     | 2      | Markus Fuchs        | Austria       | 6.71  |      |
| 11     | 3      | Sergio López        | Spagna        | 6.71  |      |
| 13     | 1      | Carlos Nascimento   | Portogallo    | 6.71  |      |
| 14     | 3      | Remigiusz Olszewski | Polonia       | 6.72  |      |
| 15     | 1      | Aykut Ay            | Turchia       | 6.73  | =    |
| 16     | 3      | Samuel Purola       | Finlandia     | 6.74  |      |
| 17     | 1      | Austin Hamilton     | Svezia        | 6.75  |      |
| 18     | 3      | Silvan Wicki        | Svizzera      | 6.76  |      |
| 19     | 1      | Zdeněk Stromšík     | Rep. Ceca     | 6.78  |      |
| 20     | 2      | Ancuiam Lopes       | Portogallo    | 6.79  |      |
| 21     | 2      | Petre Rezmives      | Romania       | 6.81  |      |
| 22     | 1      | Sylvain Chuard      | Svizzera      | 6.82  |      |
| 23     | 3      | Šimon Bujna         | Slovacchia    | 6.86  |      |
| -      | 2      | Oleksandr Sokolov   | Ucraina       | dns   |      |

### Finale
| Class   | Corsia | Atleta            | Nazione       | Tempo | Note |
| ------- | ------ | ----------------- | ------------- | ----- | ---- |
| Oro     | 5      | Ján Volko         | Slovacchia    | 6.60  |      |
| Argento | 4      | Emre Zafer Barnes | Turchia       | 6.61  |      |
| Bronzo  | 3      | Joris van Gool    | Paesi Bassi   | 6.62  | =    |
| 4       | 7      | Richard Kilty     | Gran Bretagna | 6.66  |      |
| 5       | 6      | Konstadinos Zikos | Grecia        | 6.67  |      |
| 6       | 2      | Amaury Golitin    | Francia       | 6.67  |      |
| 7       | 1      | Ojie Edoburun     | Gran Bretagna | 6.67  |      |
| 8       | 8      | Kevin Kranz       | Germania      | 6.73  |      |